# بیشاپس استورتفورد
latitudeبیشاپس استورتفوردlongitudeبیشاپس استورتفورد
بیشاپس استورتفورد (به انگلیسی: Bishop's Stortford) یک شهرک در بریتانیا است که در هرتفوردشر واقع شده‌است.

## خصوصیات
بیشاپس استورتفورد ۳۸٬۲۰۲ نفر جمعیت دارد.

## خواهرخوانده
شهرهای ویه سور مرن و فریدبرگ، هسن خواهرخوانده‌های بیشاپس استورتفورد هستند.